# تورپیکی پتمن
تورپیکی پتمن (زاده ۱۳۴۸ ولسوالی سرخ‌رود ولایت ننگرهار) سیاستمدار افغانستان و نماینده مردم ولایت کابل در دوره شانزدهم مجلس نمایندگان است. وی در مجلس شانزدهم نمایندگان افغانستان عضو کمیسیون امور زنان، جامعه مدنی و حقوق بشر می‌باشد.

## زندگی‌نامه
تورپیکی پتمن زاده ۱۳۴۸ از ولسوالی سرخ‌رود ولایت ننگرهار می‌باشد. تحصیلات متوسطه خود را در لیسه/دبیرستان خداداد در سال ۱۳۶۷ در ننگرهار به اتمام رسانید و توانست در سال ۱۳۹۱ از دانشگاه کابل مدرک ماستری/فوق لیسانس خود را در رشته ادبیات پشتو به‌دست آورد.

## دیگر فعالیت‌ها
دیگر فعالیت‌های او:
- نماینده شورای ولایتی کابل.
- تدریس در مکاتب.